# Martin Pusic
Martin Pusic (* 24. Oktober 1987 in Wien) ist ein ehemaliger österreichischer Fußballspieler.

## Karriere

### Verein
Pusic begann seine Karriere in der Jugend vom First Vienna FC und spielte von 1998 bis 2005 für den FK Austria Wien. Nach seiner Rückkehr zum Vienna FC debütierte er 2005 unter Trainer Franz Weiss in der Regionalliga-Ost. Nach zwei Jahren in der Regionalliga, in denen er sich einen Namen als technisch versierter Spieler gemacht hatte, wechselte er im August 2007 in die Erste Liga zum ASK Schwadorf.
In seinem ersten Jahr, in dem es bei Schwadorf zu drei Trainerwechseln kam, konnte er sich in dem mit ehemaligen Nationalspielern gespickten Kader behaupten. Als es im Sommer 2008 zur Fusion zwischen Schwadorf und VfB Admira Wacker Mödling kam, war er einer der Spieler, die vom neugegründeten FC Admira Wacker Mödling übernommen wurden. In Folge spielte er unter Trainer Walter Schachner auf der linken Außenbahn. In der Saison 2008/09 absolvierte er 24 Ligaspiele, in denen er sieben Tore erzielte. Weiters erreichte er in diesem Jahr mit der Mannschaft das österreichische Cupfinale, das nach Verlängerung mit 1:3 gegen den FK Austria Wien verloren wurde.
Am 8. August 2010 unterschrieb er einen neuen Vertrag bei SCR Altach. Er wurde vorerst bis zum Winter verpflichtet, die Vorarlberger besaßen aber eine Option auf eine Verlängerung bis Sommer 2011.
Im Juli 2011 wurde Pusic von Hull City verpflichtet, für die er drei Spiele bestritt und ein Tor vorbereitete. Im März 2012 wechselte er zum norwegischen Verein Vålerenga Oslo. Dort erzielte er in 17 Pflichtspielen drei Tore und bereitete zwei vor. Im August 2012 wechselte er zum Absteiger Fredrikstad FK. Er kam zu zehn Einsätzen, machte fünf Tore und gab drei Torvorlagen. Im Jänner 2013 wurde er von der Tippeligaen-Mannschaft Brann Bergen verpflichtet und ging Anfang 2014 nach Dänemark zu Esbjerg fB. Im Februar 2015 wechselte er zum FC Midtjylland.
Nachdem Pusic bereits seit Anfang 2017 an den niederländischen Verein Sparta Rotterdam ausgeliehen war, verpflichtete ihn der FC Kopenhagen am 26. August 2017 mit einem Vertrag bis zum Sommer 2018. Aber schon ein halbes Jahr später gab Ligakonkurrent Aarhus GF in der Winterpause die Verpflichtung Pusics bekannt.
Im Juli 2018 wechselte Pusic zum AC Horsens. Nach nur einem Spiel und vier Tagen bei Horsens löste er seinen Vertrag beim Verein wieder auf.
Im September 2018 kehrte er nach Österreich zurück und wechselte zum Bundesligisten SV Mattersburg, bei dem er einen bis Mai 2019 laufenden Vertrag erhielt. Der Verein stellte nach der Saison 2019/20 den Spielbetrieb ein. Daraufhin wechselte er im September 2020 nach Deutschland zum Drittligisten TSV 1860 München. Nach acht Einsätzen in der 3. Liga löste er seinen Vertrag im Dezember 2020 aus privaten Gründen wieder auf.
Nach längerer Zeit ohne Klub erklärte Pusic dann im April 2022 seine Karriere für beendet.

### Nationalmannschaft
Als Spieler der Vienna wurde er 2007 von Trainer Paul Gludovatz vor der für Österreich erfolgreich verlaufenen U-20 Weltmeisterschaft in Kanada für das Sichtungs-Trainingslager nach Lindabrunn nominiert. Im Zuge dessen kam er auch zu einem U-20 Länderspieleinsatz für Österreich. Im endgültigen Kader für die Weltmeisterschaft fand er keine Berücksichtigung.
Seither spielte er für keine weitere Auswahlmannschaft des ÖFB.

## Erfolge
- Österreichischer Meister (U-19) mit dem First Vienna FC
- Torschützenkönig der dänischen Superliga 2015